# Altopiano di Tà Phình
L'altopiano di Tà Phình è un piccolo altopiano del Vietnam situato nella provincia di Lai Châu, che si sviluppa quasi interamente nel distretto di Sìn Hồ.
È delimitato a sud dal fiume Nero e dall'altopiano di Sín Chải, a ovest dal fiume Nậm Mức, e a nord e ad est dai monti Hoàng Liên Sơn.
Si estende su una superficie di circa 1000 km² e ha un'altitudine media di 1600 m; culmina con i 1904 m di altitudine del monte Pu San.